# Communauté rurale de Khossanto
La communauté rurale de Khossanto est une communauté rurale du Sénégal située au sud-est du pays. 
Elle fait partie de l'arrondissement de Sabodala, du département de Saraya et de la région de Kédougou.